# St. Petersburg WCT
Lo St. Petersburg WCT è stato un torneo di tennis facente parte del World Championship Tennis giocato dal 1974 al 1975 a St. Petersburg (Florida) negli USA su campi in cemento.

## Albo d'oro

### Singolare
| Anno | Vincitore     | Finalista      | Punteggio     |
| ---- | ------------- | -------------- | ------------- |
| 1974 | John Newcombe | Alex Metreveli | 6–0, 7–6      |
| 1975 | Raúl Ramírez  | Roscoe Tanner  | 6–0, 1–6, 6–2 |

### Doppio
| Anno | Vincitori                    | Finalisti                       | Punteggio     |
| ---- | ---------------------------- | ------------------------------- | ------------- |
| 1974 | Owen Davidson John Newcombe  | Clark Graebner Charlie Pasarell | 4–6, 6–3, 6–4 |
| 1975 | Brian Gottfried Raúl Ramírez | Charlie Pasarell Roscoe Tanner  | 6–4, 6–4      |